# Ivana Jalčová
Ivana Jalčová (Košice, 25 ottobre 1983) è un'ex cestista slovacca.

## Carriera
Con la Slovacchia ha disputato i Campionati europei del 2009.